# Roeperocharis
Roeperocharis là một chi thực vật có hoa trong họ, Orchidaceae.